# Новинарня
«Новина́рня» — українське інформаційне інтернет-видання, створене 2016 року. Засновник і головний редактор — Дмитро Лиховій.
Видання єдине в Україні веде поіменний облік бойових втрат українських військових та видає щомісячні матеріали зі списком і таймлайном цих втрат.

## Історія
Видання створено на початку січня 2016 року командою з головного редактора Дмитра Лиховія, його дружини — журналістки-міжнародниці Лесі Шовкун та кількох журналістів на гроші команди.
У травні 2017 року вийшов пілотний випуск друкованої версії «Новинарні» накладом у 2 тис. примірників для бійців АТО. Регулярний випуск друкованої версії станом на липень 2020 року залишається у планах.
У лютому 2018 року головний редактор Дмитро Лиховій звернувся до читачів з проханням про фінансову допомогу через брак коштів на оплату хостингу. Відтоді «Новинарня» регулярно збирає кошти фандрейзингом.
У вересні 2018 року Дарницький районний суд Києва залишив без розгляду позов редакції газети «Все про бухгалтерський облік» до Дмитра Лиховія через публікацію 2016 року на сайті «Новинарня», де з посиланням на «Укрінформ» оприлюднили інформацію, що «Руслана запустила перше 100 % україномовне радіо Radio1.ua, яке покриє також зону АТО».
У червні 2019 року стало відомо, що журналісти «Новинарні» Дмитро Лиховій та Леся Шовкун потрапили до списку номінантів премії «Високі стандарти журналістики-2019» у категорії «За сталий, якісний медійний проєкт/продукт»

## Опис
Видання спеціалізується на інформації про події в Україні, війну та армію. На сайті є колонки «Війна», «В окупації», «Світ» та ін.
Видання веде поіменний облік військових Збройних сил України та інших силових структур, загиблих внаслідок бойових дій, та видає щомісячний матеріал зі списком українських втрат.

## Колектив
- Дмитро Лиховій, головний редактор
- Леся Шовкун, заступник головного редактора
- Христина Горобець, Людмила Кліщук, Анастасія Федченко, Олена Максименко, Ганна Велігдан — журналісти
- Олександр Приходько, фотокореспондент